# Porúbka (Bardejov)
Porúbka (ungarisch Tapolyortovány – bis 1907 Porubka oder auch Tapliporubka) ist eine Gemeinde im Osten der Slowakei mit 213 Einwohnern (Stand 31. Dezember 2024). Sie gehört zum Okres Bardejov, einem Kreis des Prešovský kraj, und wird zur traditionellen Landschaft Šariš gezählt.

## Geographie
Die Gemeinde befindet sich in den Niederen Beskiden, noch genauer im Bergland Ondavská vrchovina, im Tal der Topľa. Das Ortszentrum liegt auf einer Höhe von 210 m n.m. und ist 20 Kilometer von Bardejov entfernt (Straßenentfernung).
Nachbargemeinden sind Nemcovce im Norden und Nordosten, Kučín im Osten, Marhaň im Süden, Harhaj im Südwesten und Hankovce im Westen und Nordwesten.

## Geschichte
Porúbka entstand nach deutschem Recht in der Mitte des 14. Jahrhunderts und wurde zum ersten Mal 1427 als Purubaka schriftlich erwähnt. Zur Zeit der Ersterwähnung wurden 17 Porta verzeichnet, die dem Geschlecht Perényi in der Herrschaft von Kučín gehörten. Später verarmten die Bauernfamilien oder wanderten aus, sodass es 1543 und 1567, sieben, 1588 nur noch sechs Porta gab. Im 16. Jahrhundert kam das Dorf zum Herrschaftsgebiet der Burg Scharosch.
1787 hatte die Ortschaft 28 Häuser und 202 Einwohner, 1828 zählte man 30 Häuser und 241 Einwohner, die als Viehhalter und -händler beschäftigt waren.
Bis 1918 gehörte der im Komitat Sáros liegende Ort zum Königreich Ungarn und kam danach zur Tschechoslowakei beziehungsweise heute Slowakei. Nach dem Zweiten Weltkrieg pendelte ein Teil der Einwohner zur Arbeit in Industriebetriebe in Bardejov, Prešov und Košice, die örtliche Einheitliche landwirtschaftliche Genossenschaft (Abk. JRD) wurde im Jahr 1959 gegründet.

## Bevölkerung
| Jahr                | 1994 | 2004    | 2014    | 2024    |
| ------------------- | ---- | ------- | ------- | ------- |
| Anzahl der Personen | 244  | 238     | 218     | 213     |
| Unterschied         |      | −2,45 % | −8,40 % | −2,29 % |

| Jahr                | 2023 | 2024    |
| ------------------- | ---- | ------- |
| Anzahl der Personen | 219  | 213     |
| Unterschied         |      | −2,73 % |

Nach der Volkszählung 2011 wohnten in Porúbka 226 Einwohner, davon 212 Slowaken und ein Magyare. 13 Einwohner machten keine Angabe zur Ethnie.
100 Einwohner bekannten sich zur Evangelischen Kirche A. B., 99 Einwohner zur römisch-katholischen Kirche, 10 Einwohner zu den Brethren und zwei Einwohner zur griechisch-katholischen Kirche. Ein Einwohner war konfessionslos und bei 14 Einwohnern wurde die Konfession nicht ermittelt.

## Verkehr
Durch Porúbka führt die Cesta III. triedy 3510 („Straße 3. Ordnung“) zwischen Kochanovce und Kučín, im Ort zweigt die Cesta III. triedy 3509 Richtung Marhaň ab.